# آلبرت هیل
آلبرت هیل (انگلیسی: Albert Hill؛ ۲۴ مارس ۱۸۸۹ – ۸ ژانویه ۱۹۶۹) دونده اهل انگلستان بود.